# Henry Odia
Henry Odia (Benin City, 1990. szeptember 5. –) nigériai labdarúgó, jelenleg a FC Dacia Chișinău játékosa.

## Pályafutása
2012. szeptember 16-án debütált a Honvéd felnőtt csapatában. A 64. percben állt be, Hidi Patrik helyére a Kecskemét ellen.